# Секинесь
Секинесь (тат. Секинесь) — село в Мамадышском районе Татарстана. Входит в состав Омарского сельского поселения.

## География
Находится в центральной части Татарстана на расстоянии приблизительно 15 км на юг-юго-запад по прямой от районного центра города Мамадыш у речки Пакшинка.

## История
Известно с 1646 года, упоминалось также как Троицкое и Сикинези. В 1871 году закончилось строительство каменной Троицкой церкви (ныне в руинированном виде). В советское время работали колхозы «Верный путь», «Ударник», им. XXI партсъезда, позднее агрофирма «Омара».

## Население
Постоянных жителей было: в 1782 - 266 душ мужского пола в 1859 - 1157, в 1897 - 1381, в 1908 - 1424, в 1920 - 1558, в 1926 - 1620, в 1938 - 1098, в 1949 - 593, в 1958 - 481, в 1970 - 491, в 1979 - 345, в 1989 - 255, в 2002 году 195 (русские 83 %), в 2010 году 171.